# Vitor Júnior
Vítor Silva Assis de Oliveira Jr. còn được biết với tên  Vítor Júnior hay Júnior (sinh ngày 15 tháng 9 năm 1986 ở Porto Alegre), là một tiền vệ tấn công bóng đá người Brasil thi đấu cho ABC.
Anh còn được biết với tên Júnior Juninho hay Juninho ở châu Âu.
Anh được Kawasaki Frontale ký hợp đồng năm 2008, sau đó ký lại bản hợp đồng mới vào tháng 1 năm 2009.
Vào tháng 7 năm 2015, Júnior gia nhập Siam Navy với bản hợp đồng 1 năm.

## Thống kê câu lạc bộ
| Thành tích câu lạc bộ | Thành tích câu lạc bộ     | Thành tích câu lạc bộ | Giải vô địch | Giải vô địch | Cúp                   | Cúp                   | Cúp Liên đoàn | Cúp Liên đoàn | Châu lục      | Châu lục      | Tổng cộng | Tổng cộng |
| Mùa giải              | Câu lạc bộ                | Giải vô địch          | Số trận      | Bàn thắng    | Số trận               | Bàn thắng             | Số trận       | Bàn thắng     | Số trận       | Bàn thắng     | Số trận   | Bàn thắng |
| Nhật Bản              | Nhật Bản                  | Nhật Bản              | Giải vô địch | Giải vô địch | Cúp Hoàng đế Nhật Bản | Cúp Hoàng đế Nhật Bản | J.League Cup  | J.League Cup  | Châu Á        | Châu Á        | Tổng cộng | Tổng cộng |
| --------------------- | ------------------------- | --------------------- | ------------ | ------------ | --------------------- | --------------------- | ------------- | ------------- | ------------- | ------------- | --------- | --------- |
| 2008                  | Kawasaki Frontale         | J1 League             | 15           | 2            | 2                     | 1                     | 0             | 0             | -             | -             | 17        | 3         |
| 2009                  | Kawasaki Frontale         | J1 League             | 13           | 3            | 1                     | 0                     | 0             | 0             | 6             | 0             | 20        | 3         |
| 2010                  | Kawasaki Frontale         | J1 League             | 29           | 7            | 3                     | 1                     | 4             | 1             | 3             | 0             | 39        | 9         |
| Brasil                | Brasil                    | Brasil                | Giải vô địch | Giải vô địch | Copa do Brasil        | Copa do Brasil        | Cúp Liên đoàn | Cúp Liên đoàn | South America | South America | Tổng cộng | Tổng cộng |
| 2011                  | Atlético Clube Goianiense | Série A               | 28           | 4            | 0                     | 0                     | 0             | 0             | 0             | 0             | 28        | 4         |
| 2012                  | Corinthians               | Série A               | 0            | 0            | 0                     | 0                     | 0             | 0             | 0             | 0             | 0         | 0         |
| 2012                  | Botafogo                  | Série A               | 4            | 2            | 0                     | 0                     | 0             | 0             | 0             | 0             | 0         | 0         |
| Country               | Nhật Bản                  | Nhật Bản              | 57           | 12           | 6                     | 2                     | 4             | 1             | 9             | 0             | 76        | 15        |
| Country               | Brazil                    | Brazil                | 28           | 4            | 0                     | 0                     | 0             | 0             | 0             | 0             | 28        | 4         |
| Tổng                  | Tổng                      | Tổng                  | 57           | 12           | 6                     | 2                     | 4             | 1             | 9             | 0             | 132       | 23        |

## Danh hiệu
Dinamo Zagreb
- Croatian League: 2006

Sport
- Pernambuco State League: 2007

Internacional
- Campeonato Gaúcho: 2013